# Lill-Bocktjärnen
Lill-Bocktjärnen är en sjö i Skellefteå kommun i Västerbotten och ingår i Bureälvens huvudavrinningsområde. Sjön har en area på 0,0177 kvadratkilometer och ligger 163,1 meter över havet.

## Delavrinningsområde
Lill-Bocktjärnen ingår i det delavrinningsområde (715656-173113) som SMHI kallar för Utloppet av Stor-Lappsjön. Medelhöjden är 176 meter över havet och ytan är 12,75 kvadratkilometer. Det finns inga avrinningsområden uppströms utan avrinningsområdet är högsta punkten. Kvarnrisbäcken som avvattnar avrinningsområdet har biflödesordning 2, vilket innebär att vattnet flödar genom totalt 2 vattendrag innan det når havet efter 58 kilometer. Avrinningsområdet består mestadels av skog (99 procent).